# Věra Stuchelová

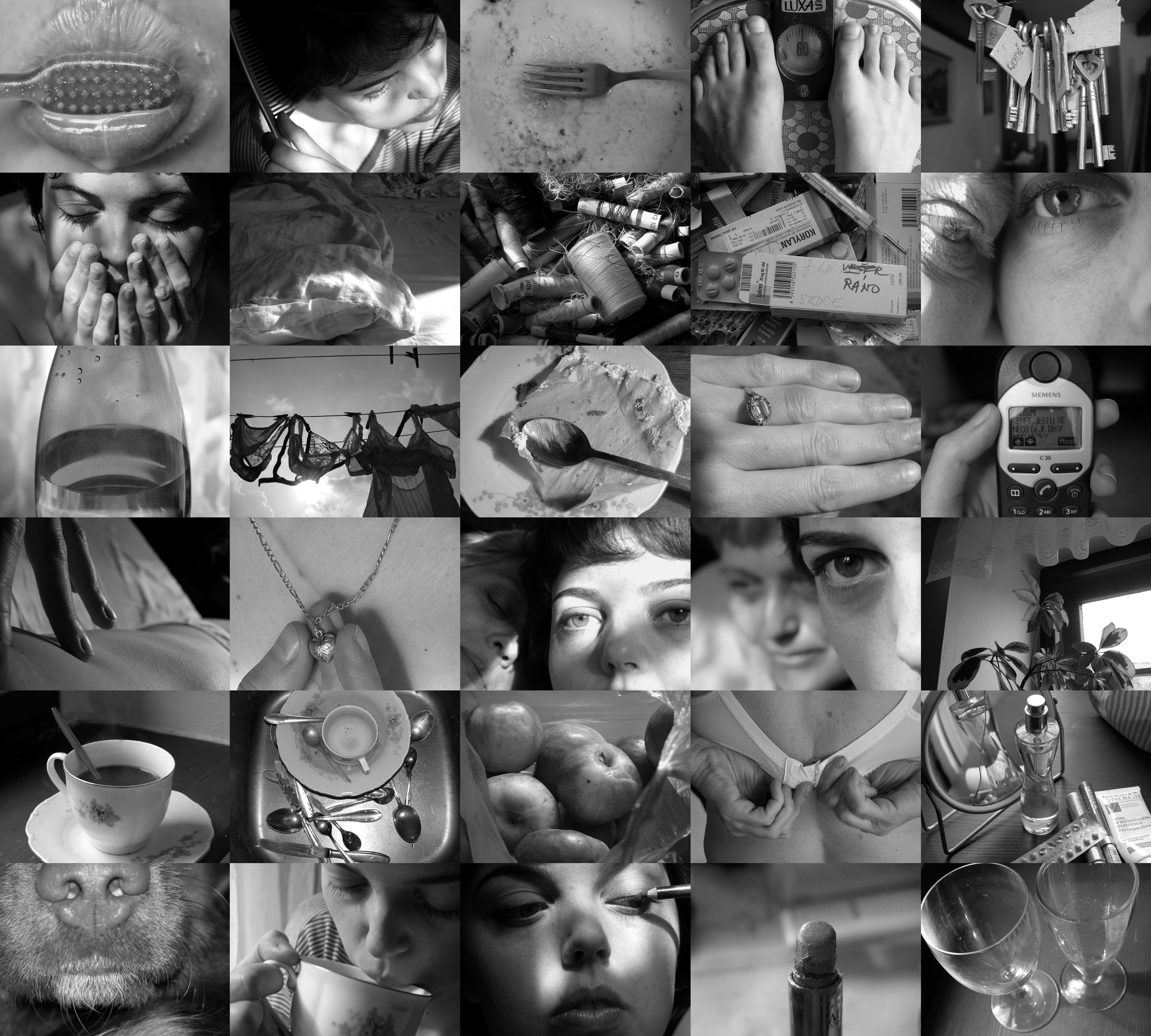
Věra Stuchelová: Soukromý prostor

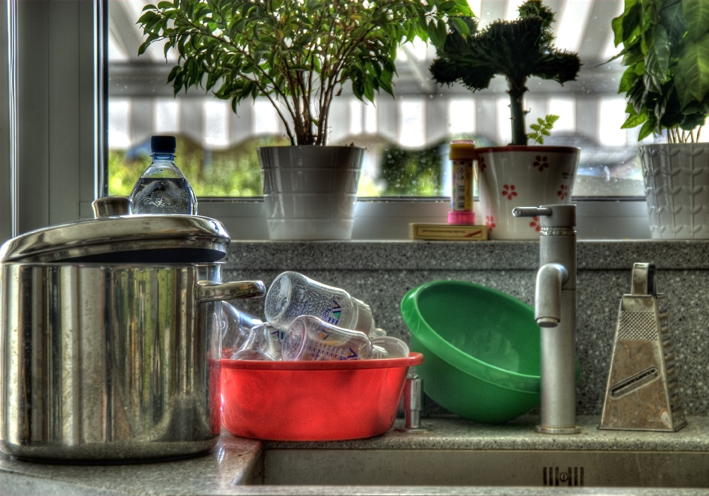
Věra Stuchelová: Hyperreality 2008 – 2010

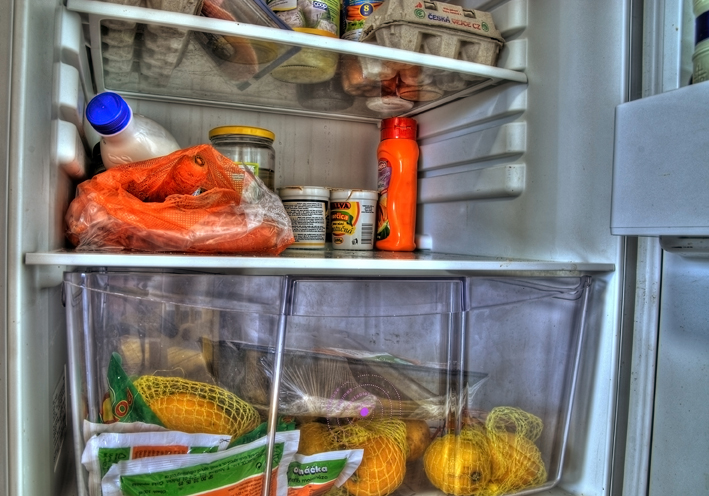
Věra Stuchelová: Hyperreality 2008 – 2010

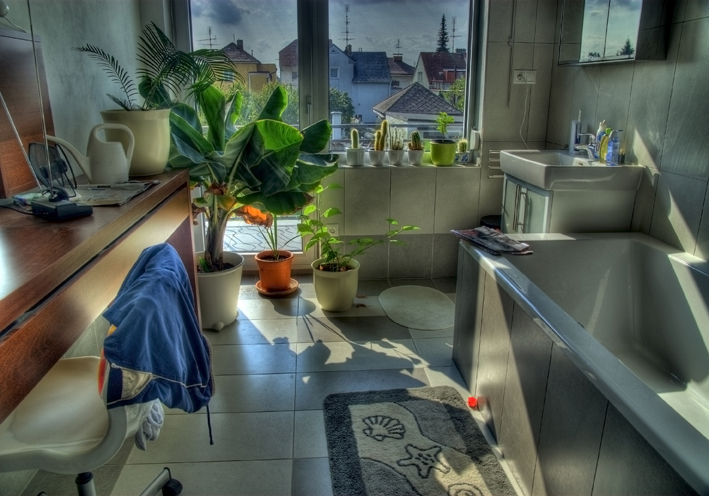
Věra Stuchelová: Hyperreality 2008 – 2010

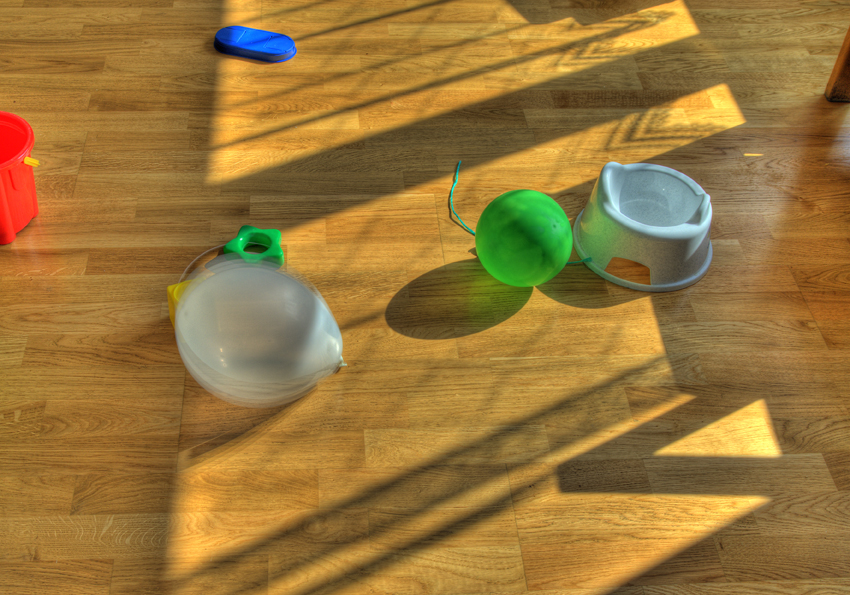
Věra Stuchelová: Hyperreality 2008 – 2010

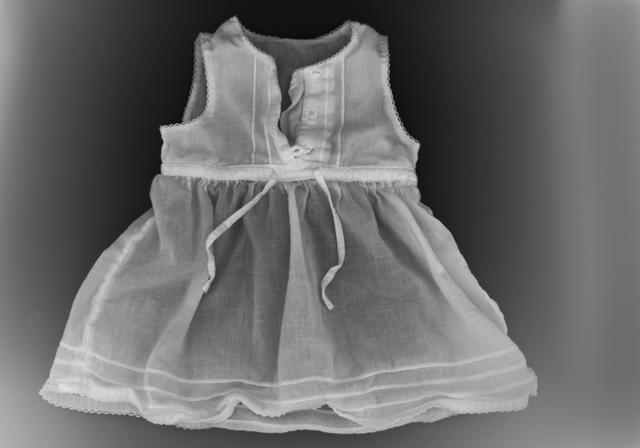
Věra Stuchelová: Blízkost – vzdálenost 2008 – 2009

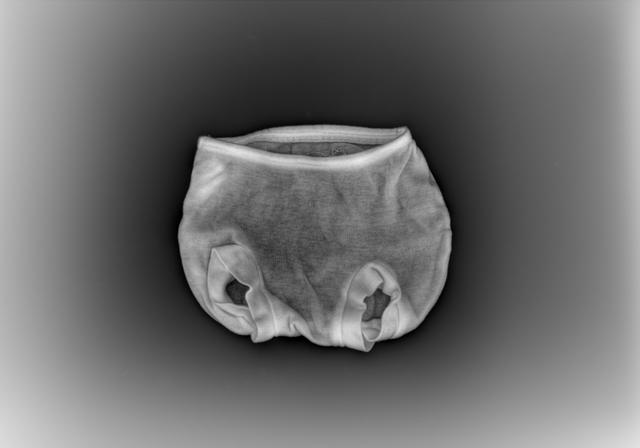
Věra Stuchelová: Blízkost – vzdálenost 2008 – 2009

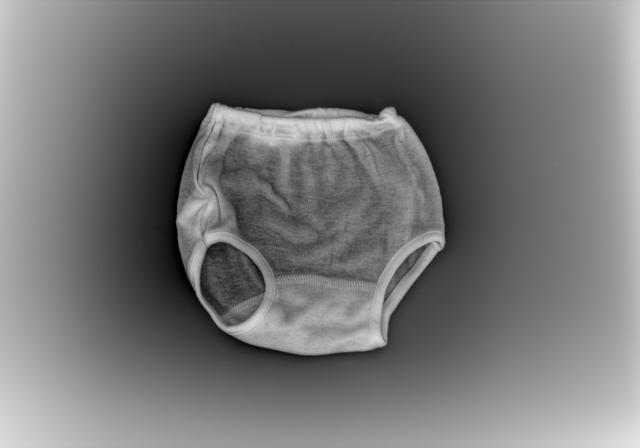
Věra Stuchelová: Blízkost – vzdálenost 2008 – 2009

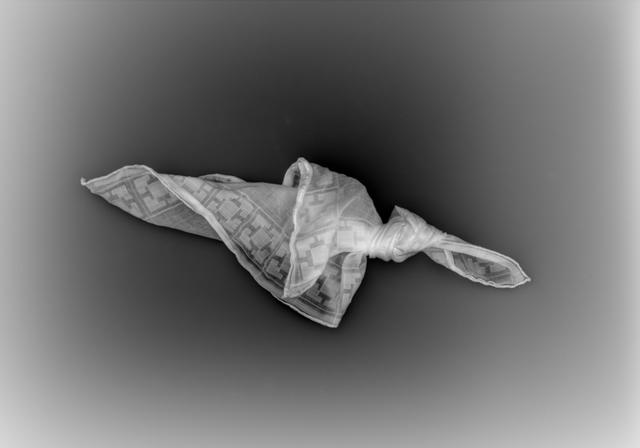
Věra Stuchelová: Blízkost – vzdálenost 2008 – 2009

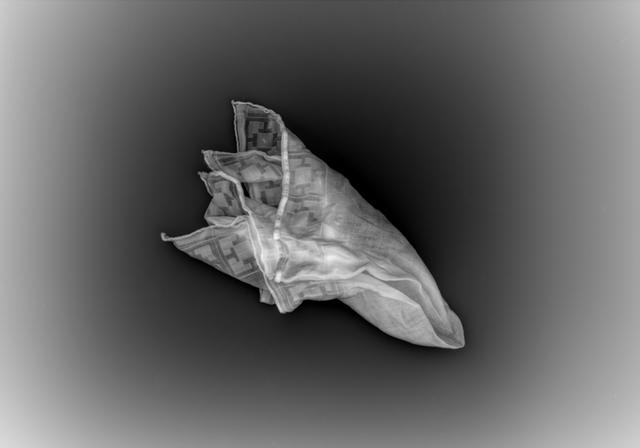
Věra Stuchelová: Blízkost – vzdálenost 2008 – 2009

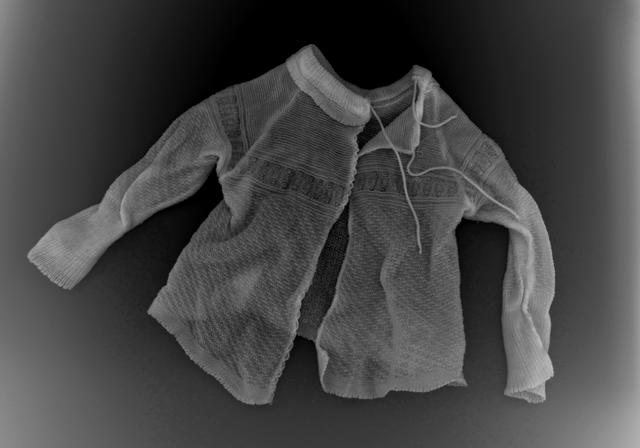
Věra Stuchelová: Blízkost – vzdálenost 2008 – 2009

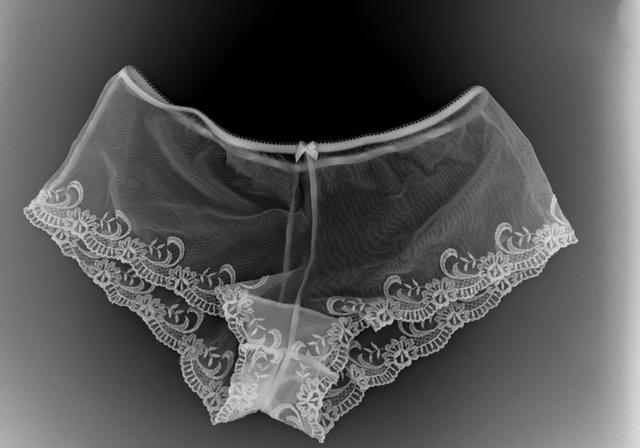
Věra Stuchelová: Blízkost – vzdálenost 2008 – 2009

Věra Stuchelová (* 26. května 1973, Prachatice) je česká výtvarnice a fotografka. Pracuje v médiu fotografie, instalace, grafiky a malby. Ve své tvorbě se zabývá genderovými tématy, v některých cyklech autoportrétem. Je členkou fotografické skupiny JO.

## Život a dílo
Vystudovala Akademii výtvarných umění v Praze. Od roku 2003 pracuje jako odborná asistentka výuky digitální fotografie v Ústavu umění a designu na Západočeské univerzitě v Plzni. V současné době (2008) žije v Českých Budějovicích. Věra Stuchelová je známá svými fotografickými cykly. Například v cyklu Dopisy se snaží vyjádřit emoce, náladu, pocit, jaký člověk má, když v ruce drží kousek minulosti. V cyklu Soukromý prostor zdůrazňuje intimitu tohoto světa, který je podle ní zranitelný a křehký. Jedná se o autoportrét, rozšířený i o portréty věcí, vztahů a prostředí. V cyklu Intimita subjektivně vypovídá sama o sobě, hledá vlastní hodnoty, prožitky a postoje k realitě. V souboru Sen se opět zabývá vlastní identitou, digitální fotografie přetváří a manipuluje a technikou sítotisku přenáší na plátno.

### Cykly

#### Mateřská dovolená
Cyklus Mateřská dovolená (2008) má dvě části. Ta první se skládá z černobílých autoportrétů, kdy je tvář autorky skryta za běžnými věcmi používanými při mytí nádobí, vaření, uklízení a podobně. Druhá část je barevná a tvoří je autoportréty s její dcerou. Je v ní intimnost, hravost, láska i vzájemnost, ale i síla, protože mateřství v sobě obsahuje obrovskou sílu, náboj emocí a entuziasmu ale i nutnost překonávání šedi a rutiny každodennosti.

#### Hyperreality 2008 – 2010
Cyklus Hyperreality pracuje s neukončeností a fragmentací prostoru, příběhu a času. Autorka zobrazuje obyčejná, záměrně banálních místa, zátiší ve svém domě hyperrealistickým způsobem (HDR fotografie). Toto fotografické podání umožňuje vnoření a fascinaci prostorem jeho detaily a umocňuje kontrast banality a každodennosti s tímto neobvyklým způsobem zobrazení. Vyzdvihává materiálnost takovým způsobem, že se stává až nemateriální. Matérie je povýšena na ideu přítomnosti. Fragmentovanost pohledů na určité vytržené výseky skutečnosti skládá dohromady mozaiku příběhu míst důvěrně známých, ale nově viděných. K této sérii autorka říká:
| „ | Dějový syžet se vztahuje k otázkám: kdo jsem, jak mne určuje a charakterizuje mé prostředí – můj soukromý svět, jsem vidět nebo jsem neviditelná žena, skrytá za hromadou drobností a ritualizovaných úkonů? | “ |

#### Blízkost – vzdálenost 2008 – 2009
Autorka se dlouhodobě zajímá o použitý oděv jako námět uměleckého díla. (Šatník – performance Vezmi si něco mého, vystaveno na výstavě Za zrcadlem, Galerie AVU 2001 a Privátní umění, výstava Privart 2000). V současném projektu Blízkost – vzdálenost, používám staré obnošené šaty, punčochy, spodní prádlo a dětské oblečení. Pracuji s použitými oděvy, protože jsou silně spojeny s lidskou přítomností a nepřítomností – absencí. Lidé „zmizí“, ale oděv zůstává jako samostatný subjekt. Tato práce vychází i z potěšení třídit, vzpomínat a dotýkat se těchto svědků osobní minulosti. Důležité je nejen co je na fotografiích vidět, ale i to co vidět není. Tyto věci zpřítomňují lidi, kteří je nosili. Toto staré oblečení je i archivem rodinné minulosti. V rodinách se často dědí použité oblečení z generace na generaci, zvláště pak dětské oblečení. Samostatný oděv se stává surreálným samostatným subjektem, metaforou nepřítomnosti člověka, který svlékl šaty. Oděv nabývá nových neutilitárních kvalit. Je symbolem, fragmentem, formou.

## Životopis v datech
- 1997–2003 – Akademie výtvarných umění v Praze
- 1999 – International Summer Academy of Fine Arts, Salzburg
- 2001 – Universita J. E. Purkyně, Ústí nad Labem, (doc. Pavel Baňka)
- 2002 – Academia Di Belle Arti, Milano
- 2004 – Univerzita Karlova v Praze, pedagogická fakulta, rigorózní zkouška
- 2004–2007 – Akademie výtvarných umění v Praze, doktorandské studium
- Od roku 2003 pracuje jako docentka v Ústavu umění a designu, Západočeské univerzity v Plzni

## Výstavy a sbírky

### Samostatné výstavy (výběr)
- 1999 – Body and colors – Rubicon, České Budějovice
- 2002 – Bazar – Spejsovna, Praha
- 2002 – „S+V“ – C14, Praha
- 2004 – Soukromý prostor – Univerzitní galerie, Plzeň
- 2004 – Soukromý prostor – Galerie mladých, Brno
- 2004 – Soukromý prostor, Měsíc ve dne, České Budějovice
- 2005 – Obrazy, Hellge-Klinik, Passau
- 2005 – Autoportréty, Esthé, Praha
- 2006 – Zpaměti, Galerie Felixe Jeneweina města Kutné Hory
- 2006 – Ztracené ráje, Esthé, Praha
- 2008 – Soukromý prostor, České centrum, Sofie
- 2008 – Autoportrét, Galerie Bazilika, České Budějovice
- 2008 – Soukromý prostor, Umělecká galerie R.Karabiberova v Nové Zagoře
- 2008 – Soukromý prostor, Historické muzeum v Ruse
- 2008 – Soukromý prostor, Umělecká galerie Vladimira Dimitrova-Majstora v Kjustendilu
- 2009 – Intimita, Gambit, Praha
- 2009 – Hyperreality, FotoGrafic, Praha
- 2009 – Hyperreality, Galerie Vernon, Praha (spolu s Amandou Church)
- 2011 – Flowers, Gambit Photo, Praha
- 2011 – Paměť míst a věcí, Galerie Ladislava Sutnara, Plzeň
- 2011 – Paměť míst a věcí, Kotva, České Budějovice

### Skupinové výstavy (výběr)
- 1999 – Atelier Rona Pondick, Hallein
- 2000 – Vox humana – Nová radnice, Ostrava
- 2000 – Sýpka 2000 – Sýpka, Brno
- 2000 – Figura(ce), Galerie Pod kamennou žábou, České Budějovice
- 2000 – „South face“ – Měsíc ve dne, České Budějovice
- 2000 – Portrét 2000 – U bílého jednorožce, Klatovy
- 2001 – Za zrcadlem – AVU, Praha
- 2001 – Éterem – AVU, Praha
- 2001 – První a poslední – Galerie V.Špály, Praha
- 2002 – Cris cross – Kulturní centrum, Broumov
- 2003 – Prezentace ateliéru V. Bromové – Rudolfinum, Praha
- 2003 – Kresby od roku 1960 do současnosti, Galerie La Femme
- 2003 – Diplomanti AVU 2003 – Národní galerie, Praha
- 2004 – TOPFOTO, Palác Langhans, Praha
- 2004 – Kaunas Photo, international exhibition, Lithhuania
- 2005 – Grafika roku 2004, Praha
- 2005 – Salón de Arte Digital – Maracaibo 2005
- 2007 – Jihoženským okem 2, radniční věž, Třeboň
- 2007 – Ikony všedního dne, Galerie Trafačka, Praha
- 2007 – Moderní a poválečné umění, současné umění, fotografie, Galerie Louvre, Praha
- 2007 – Jihoženským okem 3, Galerie Foma, Hradec Králové
- 2008 – Fotojatka, mezinárodní fotografický festival, Praha, Brno, Č. Budějovice
- 2008 – Jihoženským okem, České centrum, Bratislava
- 2008 – Salón de Arte Digital – Maracaibo 2008
- 2008 – JO3, Galerie Solnice, České Budějovice
- 2009 – Fomate der Transformation 89–09, MUSA Museum auf Abruf, Wien
- 2009 – Formáty transformace 89–09, Dům umění, Brno
- 2009 – Photomonth Krakow 2009, Krakow
- 2009 – Jihočeský výlov2, galerie Bazilika, České Budějovice
- 2009 – Prague photo, Mánes, Praha
- 2009 – DREI VON WBU, Diploma, Plauen
- 2010 – Jihočeský výlov3, Galerie Měsíc ve dne, České Budějovice
- 2010 – Přírůstky do sbírek AJG, Alšova jihočeská galerie, Hluboká nad Vltavou
- 2010 – Prague photo, Mánes, Praha
- 2011 – Praguephoto, Mánes, Praha
- 2011 – Fotojatka, mezinárodní fotografický festival, Praha, Brno, Č. Budějovice, Ostrava

### Sbírky
Zastoupení ve sbírkách:
- Národní galerie v Praze
- Uměleckoprůmyslové muzeum v Praze
- Národní muzeum fotografie
- Alšova jihočeská galerie
- České centrum Sofie
- E-on Praha